# Monumento al Marqués de Santa Cruz
L'escultura urbana coneguda pel nom Monumento al Marqués de Santa Cruz, ubicada a la carrer Marqués de Santa Cruz de Marcenado, a la ciutat d'Oviedo, Principat d'Astúries, Espanya, és una de les més d'un centenar que adornen els carrers de l'esmentada ciutat espanyola.
El paisatge urbà d'aquesta ciutat, es veu adornat per obres escultòriques, generalment monuments commemoratius dedicats a personatges d'especial rellevància en un primer moment, i més purament artístiques des de finals del segle xx.
L'escultura, feta de bronze, és obra de Vicente Menéndez Prendes "Santarúa", i està datada 1984.
Es tracta d'un xicotet bust sobre un llarg pedestal de pedra, que se situa en la part enjardinada (que constitueix un costat del Campo de San Francisco), del carrer del Marqués de Santa Cruz d'Oviedo, amb la intenció de rememorar la figura de Sebastián Vigil de Quiñones cavaller de Calatrava, regidor d'Oviedo i senyor del vedat de Marcenado, en Siero (Astúries).